# Andrzej Sztorc
Andrzej Stefan Sztorc (ur. 9 sierpnia 1953 w Woli Rzędzińskiej) – polski polityk, rolnik i samorządowiec, poseł na Sejm VI i VII kadencji.

## Życiorys
W 1973 ukończył Technikum Budowlane, zawodowo zajmował się rolnictwem. Działał w „Solidarności”. Pełnił kierownicze funkcje w regionalnych strukturach Polskiego Stronnictwa Ludowego, z ludowcami związał się w 1989. Od początku lat 90. działacz Ochotniczej Straży Pożarnej. W latach 2002–2010 był radnym sejmiku małopolskiego, od 2006 jako jego przewodniczący.
W wyborach w 1991 kandydował do Sejmu z listy Ludowego Porozumienia Wyborczego „Piast” (pod którego szyldem występowało PSL), a także, już z listy PSL, w wyborach w 1993 i 1997. W 2005 bez powodzenia kandydował do Senatu, a w 2007 również bezskutecznie do Sejmu w okręgu tarnowskim.
Po śmierci Wiesława Wody 10 kwietnia 2010 w katastrofie polskiego Tu-154 w Smoleńsku uzyskał uprawnienie do objęcia po nim mandatu. 5 maja 2010 złożył ślubowanie poselskie.
W 2010 został skazany w pierwszej instancji na karę 1 roku pozbawienia wolności z warunkowym zawieszeniem jej wykonania na dwuletni okres próby za rzekome wyłudzenie sześć lat wcześniej dopłat do gruntów rolnych. Kilka miesięcy później wyrok ten został uchylony, a sprawa skierowana do ponownego rozpoznania. W 2011 Sąd Rejonowy w Tarnowie uniewinnił go od popełnienia zarzucanych mu czynów.
W wyborach do Sejmu w 2011 z powodzeniem ubiegał się o reelekcję, dostał 7087 głosów. W wyborach w 2015 nie został wybrany na kolejną kadencję.